# Hohendeicher See

Der Hohendeicher See

Der Hohendeicher See, auch Oortkatensee oder Oortkatener See genannt, ist ein künstlich geschaffener Badesee im Südosten Hamburgs im Stadtteil Ochsenwerder in den Marschlanden. Der See liegt im Gebiet des ehemaligen Vorlandes der beiden alten Elbdeiche Ochsenwerder Elbdeich und Warwischer Hinterdeich. Der Hohendeicher See wurde mit seinem Einzugsgebiet 1977 als Landschaftsschutzgebiet ausgewiesen.

## Entstehung
Während der Sturmflut 1962 waren der Ochsenwerder Elbdeich und der Warwischer Hinterdeich stark gefährdet, es kam aber nicht zu Überspülungen. Daraufhin wurde der „maßgebliche Sturmflutwasserstand“ auf NN +6,70 Meter, also 1,10 Meter höher veranschlagt. Eine Deicherhöhung der alten Deiche war nicht möglich, da sie bebaut waren. Der neue Overwerder Hauptdeich wurde an der Elbseite des alten Vorlandes gebaut, wodurch auch die Deichlinie verkürzt wurde. Die Materialien Kies und Klei zum Bau dieses Deiches wurden dem Gebiet zwischen altem und neuem Deich entnommen. Im nördlichen Bereich wurde elbseitig der neue Binnen- und Sportboothafen Oortkaten eingerichtet.
Der durch die Materialentnahme entstandene See hat heute eine Fläche von 62 Hektar und wird zum (Eis-)Baden, Tauchen, Segeln, Windsurfen und Stehpaddeln genutzt. Auf der Restfläche des ehemaligen Vorlandes sind dann Campingplätze entstanden. Die jeweiligen Ländereien und Badebuchten gehören den dort lebenden Bauern und werden von diesen verwaltet und unterhalten.

## Tier- und Pflanzenwelt
Im und am Hohendeicher See lebt eine Vielfalt an heimischen Fisch-, Vogel- und Pflanzenarten:
- Vögel:
  - Höckerschwan
  - Blässhuhn (auch Blesshuhn geschrieben)
  - Haubentaucher
  - Stockente
- Pflanzen:
  - zwei Armleuchteralgen-Arten (Gewöhnliche Armleuchteralge und Dunkle Glanzleuchteralge (Nitella opaca))
  - vier Laichkrautarten (Krauses Laichkraut, Kammförmiges Laichkraut, Durchwachsenes Laichkraut und Kleines Laichkraut)
  - Nuttalls Wasserpest
  - Ähriges Tausendblatt
  - Raues Hornblatt
  - Spreizender Wasserhahnenfuß
  - gelegentlich auch das Moos Amblystegium riparium und der Wasserknöterich

Außerdem hat sich im See der Amerikanische Flusskrebs angesiedelt, dessen Larven als Neozoon durch Ballastwasser eingeschleppt wurden.

### Fischfauna
Der Hohendeicher See gehört zu den Verbandsgewässern des Hamburger Angelsportverbandes e. V. Der ganze See, bis auf ausgewiesene Schongebiete, kann von den Mitgliedern des Angelverbandes beangelt werden. Gastkarten werden für dieses Gewässer ausgegeben. Folgende Fischarten kommen in dem Gewässer vor: Karpfen, Schleien, Rotaugen, Rotfedern, Alande, Brachsen, Hechte, Zander, Rapfen, Flussbarsche, Kaulbarsche, Stichlinge, Quappen und Aale. Der Baggersee war in der Vergangenheit für das Vorkommen großer Hechte, Barsche, Zander und Karpfen bekannt.

## Sport

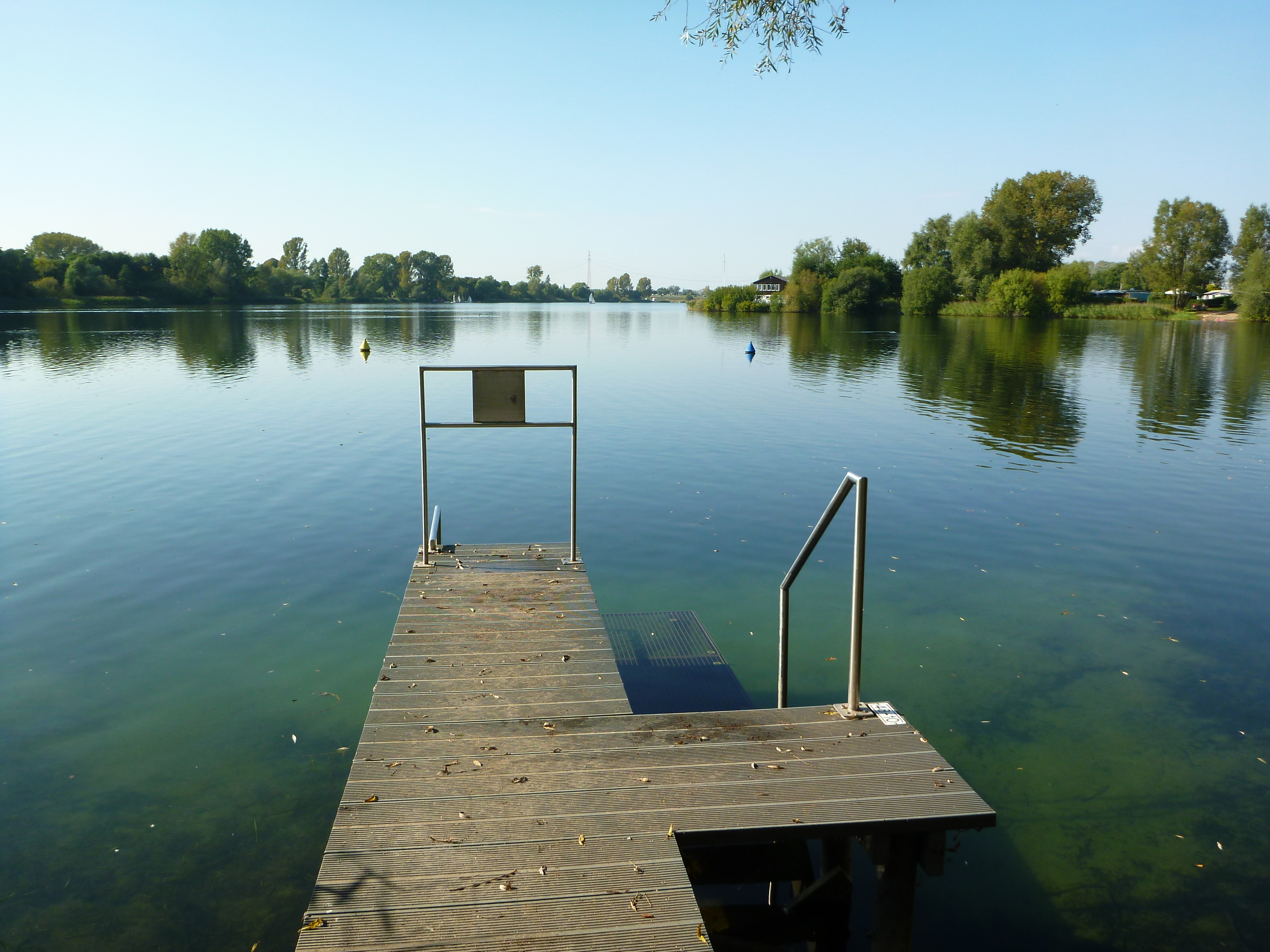
Tauchplatz im südöstlichen Bereich

Im und auf dem Hohendeicher See sind verschiedene Sportler aktiv. Während das Ostufer hauptsächlich als Campingplatz genutzt wird, sind Windsurfer am Westufer aktiv. Neben einer Surfschule ist auch der Windsurfing Club Hamburg am See ansässig. Im nördlichen Bereich des Sees befindet sich der Segelclub Vierlande, der jährlich mehrere Regatten in der Bootsklasse Optimist veranstaltet. Darüber hinaus sind für die Segelausbildung überwiegend Boote der Klasse Laser und Europe vertreten. Im südlichen Bereich befinden sich die Steganlagen des Bergedorfer Schüler Segelverein und des Hauses Warwisch, die Robinsonjollen und Gipsy-Sport-Jollen verwenden. Im Winter wird auch Eisbaden im See betrieben.
Am Südufer des Sees befindet sich ein Badestrand, der Schwimmern und Tauchern als Zugang zum See dient. Im südöstlichen Bereich hat der Deutsche Unterwasser-Club Hamburg seine Clubhütte und einen Steg. Hier markieren im Wasser der Bucht drei Bojen eine Tauchglocke, eine Übungsplattform mit einer Werkbank und eine Telefonzelle. Die drei Objekte sind jeweils mit Führungsleinen untereinander verbunden.
Im August 2007 fand am Hohendeicher See außerdem erstmals die Veranstaltung „Der Abflug“ statt: Hierzu wurde eine sieben Meter hohe Rampe als Wasserrutsche aufgebaut.
Anfang Juni dient der See als Schauplatz des Vierlanden-Triathlons, bei dem – je nach Strecke – zwischen 500 und 1900 m geschwommen wird, bevor es auf die Radstrecke Richtung Tatenberger Schleuse geht. Zum Abschluss wird am Seeufer gelaufen.